# Адольф Гольштейн-Готторпский
Адольф Гольштейн-Готторпский (нем. Adolf I von Schleswig-Holstein-Gottorf; 25 января 1526 — 1 октября 1586) — первый герцог Гольштейн-Готторпский, основатель Гольштейн-Готторпской линии Ольденбургской династии.
Адольф был третьим сыном датского короля Фредерика I и его второй жены Софии Померанской. Фредерик отдал сына для обучения ко двору ландграфа Филиппа Гессенского, и Адольф провёл четыре года в замке Филиппа в Касселе.
В 1544 году Адольф, его брат Ганс и его единокровный брат Кристиан III (король Дании) разделили между собой герцогства Шлезвиг и Гольштейн так, чтобы три части приносили примерно одинаковый налоговый доход. Так как Адольф был самым младшим из троих, то он первым выбрал часть для себя. Так как столицей своего государства он выбрал замок Готторп, то государство и правящую в нём идущую от Адольфа линию Ольденбургской династии стали называть Гольштейн-Готторпской.

## Семья и дети
17 декабря 1564 года Адольф женился на Кристине Гессенской (дочери гессенского ландграфа Филиппа). У них было 10 детей:
- Фридрих II Гольштейн-Готторпский (21 апреля 1568 — 15 июня 1587), не женат, бездетен;
- София (1 июня 1569 — 14 ноября 1634), которая 17 января 1588 года вышла замуж за Иоганна VII Мекленбург-Шверинского, трое детей.
- Филипп Гольштейн-Готторпский (10 августа 1570 — 18 октября 1590), не женат, бездетен.
- Кристина Гольштейн-Готторпская (13 апреля 1573 — 8 декабря 1625), которая 27 августа 1592 года вышла замуж за шведского короля Карла IX, четверо детей.
- Елизавета (11 марта 1574 — 13 января 1587), умерла в юности.
- Иоганн Адольф (27 февраля 1575 - 31 марта 1616), был женат на Августе Датской, восемь детей.
- Анна (27 февраля 1575 — 24 апреля 1625), которая 28 января 1598 года вышла замуж за графа Энно III Ост-Фрисландского, пять детей
- Кристиан (29 мая 1576 — 22 апреля 1577), умер во младенчестве.
- Агнесса (20 декабря 1578—1627), замужем не была, потомков не оставила.
- Иоганн Фридрих Гольштейн-Готторпский[англ.] (1 сентября 1579 — 3 сентября 1634), князь-епископ Бремена, Любека и Фердена, не женат, бездетен.